# 千代田ビデオ
株式会社千代田ビデオ（ちよだビデオChiyoda Video）は、日本科学技術振興財団が東京12チャンネル（現・テレビ東京）を発足させる際に整備したテレビスタジオを拠点として、1970年（昭和45年）11月に設立した総合技術会社である。
制作技術（スタジオ・中継・ENGなど）やスタジオ運営千代田ビデオスタジオとビデオ編集技術編集センター3ONE（スリーワン）など映像技術を業務とする。

## 会社所在地

### 本社
東京都千代田区北の丸公園2-1科学技術館内2F 
- 千代田ビデオスタジオ - 北の丸公園の科学技術館内に70坪のHDスタジオを1つ保有し、トーク番組や通販番組、演歌番組などをメインに収録している。アートデザイン部があり、美術セットのデザイン・製作・建て込みまで行うことができる。美術倉庫も保有しており美術セットの保管も可能となっている。
- 中継収録 - HD中継車（2台）内1台は4K中継収録対応、ポータブルSWシステムを多数保有し、スポーツ番組（Jリーグ・プロレス・K-1・プロ野球・ゴルフ・駅伝・アメフト・ラクロス・自転車競技・ウィンタースポーツなど多岐にわたる）中継収録から、ミュージックライブ、演劇（歌舞伎・能・ミュージカル・バレエ）、企業イベント、シンポジウムなどの中継収録を行っている。
- ロケ - HDCAM、Z5J、XDCAM-EX、CANON5D を多数保有し、情報番組、旅番組、バラエティ番組などを収録している。

### 編集センター3ONE（スリーワン）
東京都渋谷区円山町19-1 渋谷プライムプラザB1（2009年3月に富ヶ谷から移転）　
- HD編集 - HDリニア編集×3室
- SD編集 - SDリニア編集×1室
- MA室×2室
- 試写室×1室
- ノンリニアマシン多数保有
- CGルームがあり、番組オープニングCGなどの製作も行っている。

## 歴史
- 1970年 - 株式会社千代田ビデオ設立。北の丸公園・科学技術館内で番組制作技術業務開始
- 1974年 - テレビスタジオよりTBS（東京放送）「3時にあいましょう」（月～金）の生放送を開始
- 1977年 - 東京12チャンネルを代表する人気番組「三波伸介の凸凹大学校」放送開始
- 1982年 - 中継車によりTBS「街かどテレビ11:00」（月～金）の帯生放送を開始
- 1986年 - 日本テレビ（NTV）「世界陸上」や「自転車競技」など多彩なスポーツ中継を実施
- 1987年 - NTV「箱根駅伝」の中継に参加して一部区間を担当、2017年現在も継続して実施
- 1988年 - 東京ドームの「世界ヘビー級ボクシング（マイク・タイソンVSトニー・タップス）」をアメリカへ生中継
- 1988年 - TBS「三宅裕司のいかすバンド天国」等の生放送を日比谷シャンテスタジオから業界初の全女性技術スタッフで実施
- 1989年 - グループ会社「株式会社千代田ソフトプランニング」設立番組の企画・演出・制作などの業務を開始
- 1993年 - Jリーグ開幕年のテレビ東京「サッカー中継」で同局より年間最優秀映像賞を受賞
- 1995年 - 東京メトロポリタンテレビジョン（TOKYO MX）開局にあわせ、「東京NEWS」内の早朝の生中継コーナー「スクエア1200」の制作（中継車による技術請負）を開始
- 1996年 - グループ会社「株式会社千代田テック」設立。制作技術の子会社として業務を分担
- 1997年 - 伝統文化放送「歌舞伎」の中継制作を開始
- 1998年 - 長野冬季オリンピックでドイツ国営放送ZDFに、パラリンピックでは長野放送にそれぞれ技術協力
- 2000年 - 編集センター3oneを代々木に開設
- 2000年 - 渋谷区富ケ谷の京王代々木ビル内にハイビジョン対応のポスプロ技術体制を整備
- 2001年 - ハイビジョンによる番組制作本格化
- 2002年 - FIFAワールドカップサッカー中継でドイツ国営放送（ZDF/ARD）および国際映像制作に技術協力
- 2003年 - グループ会社である株式会社千代田ソフトプランニングが、株式会社オフィス・ラフトと合併し「株式会社千代田ラフト」を設立
- 2004年 - ブロードバンド配信用のコンテンツ制作開始
- 2004年 - モバイル放送の運行業務開始
- 2005年 - 中国大紀行製作委員会のメンバーとしてハイビジョンデジタル方式による販促用DVD版を完成
- 2006年 - 春・秋の六大学野球をネット配信用に全試合中継
- 2006年 - バスケット世界選手権の浜松大会を中継
- 2007年 - CS放送「サイエンスチャンネル」の運行業務開始
- 2009年 - 編集センター3oneが渋谷区円山町（道玄坂上）に移転
- 2013年 - 2台目となるHD中継車の運用を開始